# Романизм
Романизм (от Roma — Рим) — тенденция художественного мышления, эстетика и течение в нидерландской живописи XVI века, ориентированное на традиции итальянского искусства и, в первую очередь, на достижения школы римского классицизма XVI века. Течение возникло благодаря расширению культурных связей с Италией и в результате воздействия искусства итальянского Возрождения на художников Северного Возрождения. Художники-романисты стремились соединить нидерландские традиции с опытом итальянского Ренессанса, а затем и маньеризма. C аналогичной целью в 1572 году в Антверпене было организовано «Братство романистов».
Обращение нидерландских живописцев к изучению художественных достижений итальянцев было закономерным явлением, усиленным кризисом, переживаемым нидерландской художественной культурой на рубеже XV—XVI веков, а также естественным обменом художественного опыта, столь обычного у художников. Попытки сближения художественных культур Нидерландов и Италии носили самый разнообразный характер, от прямого подражания до творческой интерпретации тем, сюжетов и композиционных решений, они зависели от степени талантливости и оригинальности дарования того или иного мастера. Во всяком случае художники-романисты из числа наиболее одарённых оставили множество прекрасных живописных произведений, обладающих самостоятельной художественной ценностью.
Первым мастером-романистом считается живописец Ян Госсарт (1479—1541) по прозванию Мабюз, от названия родного селения Мобёж (Mabuse). В 1508—1509 годах Госсарт совершил путешествие в Рим. После возвращения работал в Антверпене, Утрехте и при дворе герцога Бургундского в Дижоне. Он не порывал с традициями поздней, «пламенеющей» готики, но одновременно, как писал О. Бенеш, «изучал античное прошлое с по-новому пробудившимся интересом… Оба пути продолжались, и, постепенно, но не сразу, не внезапно, новая манера заменила собой позднюю готику». Существенно, что Госсарт воспринял классическое искусство не только из Италии, но и посредством «самого итальянского из немецких художников» Альбрехта Дюрера, произведения которого он усердно копировал.
Романизм оказал воздействие на творчество крупнейшего северо-нидерландского художника XVI в. Луку Лейденского (1494—1533), одного из создателей бытового жанра в живописи и гравюре, а также на Йоса ван Клеве, Романистами были последователи Госсарта: П. Кук ван Альст, Б. ван Орлей, Л. Ломбард, Я. Скорель, Ф. Флорис, Я. Хемессен, М. Я. ван Хемскерк.
Течение романизма вызвало обновление искусства Севера, поскольку в нём соединились казалось бы взаимоисключающие качества: подробная повествовательность и натурализм северного искусства с итальянской идеализацией и осязательной ценностью формы, особенно в изображении обнажённого тела, готическая жёсткость в изображении драпировок и новые принципы организации изобразительного пространства, о чём выразительно писал в своё время Г. Вёльфлин. Романизм содействовал существенному усилению светских тенденций в искусстве. Он обогатил нидерландскую живопись образами античной мифологии, аллегориями, интересом к обнажённой натуре, новыми решениями композиций, навыками перспективы и анатомии. Родился новый тип художника — гуманистически образованного, увлечённого различными отраслями знания. Нидерландский романизм не ограничен живописной практикой. Питер кук ван Альст был не только художником, но также издателем и теоретиком искусства, автором нескольких трактатов по теории искусства. В его переводе на нидерландский язык с комментариями вышла книга итальянского архитектора Себастьяно Серлио шесть «Книг об архитектуре». Ван Альст и Корнелис Флорис де Вриндт в своих орнаментальных композициях использовали итальянские гротески, изображения маскаронов и герм. Франс Флорис успешно подражал Джулио Романо и Тинторетто. На родине его прозвали «Фламандским Рафаэлем».
К ранним нидерландским романистам близки по своим устремлениям живописцы из Антверпена под общим наименованием «антверпенские маньеристы»: Квентин Массейс, его ученик М. ван Реймерсвале, а также Я. ван Амстел, П. Артсен, А. Колларт, П. Хёйс. Иногда вместе с нидерландскими романистами рассматривают творчество немецких художников, например Якоба Филиппа Хаккерта и Адама Эльсхаймера, мастера пейзажей с античными руинами и обнажёнными нимфами. Они представляют своеобразное идиллическое течение североевропейского маньеризма.
Романистами были выдающиеся французские живописцы: Никола Пуссен, Клод Лоррен, Юбер Робер и Гаспар-Пуссен. Апогеем романизма является гений Питера Пауля Рубенса. Его творчество свободно от внешних подражаний и показывает, насколько глубоко может быть усвоен дух итальянской классики в оригинальных формах искусства фламандского барокко.
Поэтому рассмотрение нидерландского романизма неизбежно выходит за границы национальной школы и доказывает, что последствия романизации северного искусства в XVI—XVII веках привели к высокой степени интернационализации искусства и равнения на идеальные образцы. Развитие романизма, поддержанного придворно-аристократическими вкусами вне национальных границ, оказало значительное влияние на все виды и жанры изобразительного и декоративного искусства.